# Veluticeps pini
Veluticeps pini är en svampart som beskrevs av Pat. 1907. Veluticeps pini ingår i släktet Veluticeps och familjen Gloeophyllaceae.   Inga underarter finns listade i Catalogue of Life.